# Бердник, Олесь Павлович
Алекса́ндр (Оле́сь) Па́влович Бе́рдник (укр. Олександр Павлович (Олесь) Бердник; 27 ноября 1926, Вавилово, Николаевская область — 18 марта 2003, Гребени, Киевская область) — украинский писатель и поэт, художник, музыкант. Автор более пятидесяти романов, повестей, эссе. У Бердника есть произведения, написанные в жанрах криптоистории, научной фантастики, фэнтези, антиутопии, утопии, романа-предупреждения и др.:3—4 В советское время — один из известных диссидентов. Один из основателей Украинской Хельсинкской группы:20.
Книги Бердника были переведены на русский, английский, французский, немецкий, болгарский, польский, чешский, словацкий, венгерский, японский языки. В 2002 году Бердник получил премию «Философский камень» Международного фестиваля фантастики «Звёздный мост» за заслуги перед фантастикой.

## Биография
Родился в селе Вавилово Херсонской области (ныне Николаевская) в семье Павла Трофимовича Бердника и Марии Васильевны Бердник (девичья фамилия её — тоже Бердник). Отец и мать — родом из села Кийлов Бориспольского района Киевской области. Отец Бердника и дед по отцовской линии — кузнецы, дед по материнской линии служил в военно-морском флоте царской России мичманом.
Лишь месяц спустя после рождения Олеся его дед добрался по заснеженным дорогам до соседнего села, где находился сельсовет. Поэтому день рождения ребёнка был записан иной, а секретарь сельсовета, будучи пьян, указал также иной год рождения. В результате у Олеся Бердника появилась ошибочная официальная дата рождения — 25 декабря 1927 года.
В 1930 году семья Бердников вернулась в родное село Кийлов. Дед Бердника по материнской линии, Василий Александрович, умер во время голодомора 1932—1933 годов, отказываясь от еды и отдавая всё детям.
С раннего детства Олесь увлекался фантастикой, сказками и легендами. В предвоенные годы был впечатлён романами Жюля Верна, Владимира Владко, Александра Беляева, Александра Казанцева и начал сочинять рассказы о путешествиях к иным мирам и существах с иных планет. Первое опубликованное произведение Бердника — стихотворение «К смерти Франко», напечатанное в 1941 году, перед войной в пионерской газете «На зміну», в редакцию которой Бердник послал это стихотворение на конкурс, посвящённый 85-летию Ивана Франко.
Школьником Бердник пережил фашистскую оккупацию. В 1944 году добровольцем ушёл воевать, обучился специальности подрывника-минёра. Получив ранение, несколько месяцев провёл в госпитале. Демобилизовавшись в 1946 году, экстерном окончил 7 классов средней школы. В 1947 году поступил учиться в студию при театре им. И. Франко в Киеве, стал работать актёром.
В 1949 году окончил театральную студию. Работал журналистом в городе Галиче.
В 1949 году, во время кампании по борьбе с космополитизмом, выступил на открытом партийном собрании театра против того, что актёры оговаривают своих коллег, а пьесы классиков перекраиваются по указанию «сверху», критически высказался в адрес вождей коммунистического государства — Сталина и Кагановича. Был арестован, в 1950 году осуждён по статье 58 УК УССР за «антиреволюционную агитацию и пропаганду» на 10 лет лишения свободы. Находился в Печорском, Воркутинском, Карагандинском лагерях. В начале 1950-х годов в Печорском лагере Бердник стал активно заниматься литературным творчеством.
В 1953 году пытался совершить побег, но был пойман, после чего Бердника осудили ещё на десять лет и поместили в тюрьму закрытого типа. Освобождён в 1955 году.
Первая фантастическая публикация Бердника — научно-фантастическая повесть «Вне времени и пространства» (1956), замысел которой возник у писателя, когда он находился в заключении. Первая русскоязычная публикация — повесть «Законсервированная планета» (1958). Летом 1957 года вышла первая книга Бердника (на украинском языке) — сборник повестей «Вне времени и пространства». Также в 1957 году Бердник познакомился со своей будущей женой Людмилой Блашковой, и вскоре они поженились.
Член Союза писателей Украины и СП СССР с 1958 года. В последующие годы вышел ряд романов и повестей Бердника: «Призрак идёт по земле» (1959), «Пути титанов» (1959), «Стрела времени» (1960), «Сердце Вселенной» (1962), «Сыны Световида» (1963), «Дети беспредельности» (1965), «Подвиг Вайвасваты» (1967):4, «Огненный всадник» (1967), «Покрывало Изиды» (1968), «Чаша Амриты» (1968) и другие. Соавтор сценария известного фантастического фильма «Мечте навстречу».
В 1960-е годы творчество Бердника обретает большу́ю популярность, причём не только в среде любителей фантастики. Популярен он становится и за рубежом. Но именно в это время начались доносы на писателя в «органы». В «Литературной газете», «Литературной Украине», «Журналисте» стали публиковаться разгромные рецензии, в которых Бердника обвиняли в «ненаучных инсинуациях», «пропаганде оккультизма», «мессианстве», «православном гуманизме».
Роман «Звёздный корсар», вышедший в 1971 году, стал культовым для молодёжи того времени. По данным на 2007 год, его издали в 26 странах мира. Однако этот роман явился поводом для новых обвинений: в «звёздном мистицизме», «хохломании в космосе», «космическом национализме». Книги «Звёздный корсар» и «Подвиг Вайвасваты» вызвали негодование у КГБ, ЦК Компартии и подконтрольных им госструктур.
В 1970-е годы у Бердника появляется идея создания Украинской Духовной Республики. Воззвание, в котором Бердник призывал объединиться для создания Духовного Государства, попало на Запад: в США и Канаду. После этого эмигрантские издательства стали публиковать массовыми тиражами книги писателя: например, «За Украинскую Духовную Республику», «Звёздный корсар», «Окоцвет», «Сыны Световода», «Прометей», «Тайна Христа», «Апостол Бессмертия» на английском языке, «Говорю вам (Священные знаки)». Американские и канадские издательства выпустили книги Бердника «Золотые ворота», «Украина сечи огненной», «Сватая Украина», поэтические сборники «Голубой кузнец», «Звезды сквозь решётку» и др.
В феврале 1972 года Бердник познакомился со своей будущей женой Валентиной Сокоринской.
В это время Бердник преследовался КГБ, который проводил обыски, подбрасывал писателю порнографические открытки и т. п. В апреле 1972 года во время обыска на квартире Николая Руденко, где жил Бердник, сотрудники КГБ изъяли рукопись работы Ивана Дзюбы «Интернационализм или русификация?» и две пишущие машинки. 28 апреля Бердник объявил голодовку с требованием вернуть изъятое, которая продолжалось 16 суток. Писатель добился встречи с первым секретарём ЦК КПУ П. Шелестом, который извинился, но заявил, что «партийные органы не могут вмешиваться в деятельность КГБ». 14 мая Берднику вернули печатные машинки, но рекламу его выступлений ликвидировали, его произведения перестали публиковать. В 1973 году исключили из Союза писателей и запретили публичные выступления:4. В какой-то мере запрет на публикации компенсировался подпольным «самиздатом» и публикациями за рубежом: Бердника печатали на французском, немецком, русском, польском и других языках:20—21.
С 1974 года работавший в то время декоратором-витражистом в объединении «Художник» Бердник создаёт проекты «Духовные нации» и «Альтернативная эволюция», которые были направлены в ООН и зарегистрированы там как рабочие документы. Тогда же Бердник пытался получить разрешение на выезд из СССР.
13 августа 1976 года вышел приказ об изъятии книг Бердника из библиотек и книготорговой сети СССР. Например, весь 60-тысячный тираж романа «Звёздный корсар» изъяли как «идейно порочное произведение».
В 1976 году Бердник вместе с Николаем Руденко, Оксаной Мешко создал Украинскую Хельсинкскую группу:21. После ареста Руденко именно Бердник какое-то время возглавлял её.
6 марта 1979 года арестован за правозащитную деятельность, 21 декабря того же года осуждён на 6 лет особо строгого режима и 3 года ссылки за «антисоветскую агитацию и пропаганду». На суде идеи, лёгшие в основу проекта «Альтернативная эволюция», и деятельность Хельсинкской группы были расценены как «особо опасное государственное преступление» и «призыв к свержению существующего строя». С 16 мая 1980 года Бердник содержался в колонии строгого режима, известном как Пермь-36. В заключении продолжал писать (записывал наброски сюжетов, замыслы научно-фантастических допущений, стихи, те или иные свои мысли). С 7 сентября 1981 до 13 января 1982 года находился в СИЗО КГБ в Киеве на «профилактике». В феврале отказался выступить свидетелем по делу М. Горыня. 7 сентября 1982 года вновь отправлен в зону строгого режима.
В 1984 году Бердник написал опубликованное в газете «Літературна Україна» покаянное открытое письмо, в котором он открещивался от Украинской Хельсинской группы. В том же году дело Олеся Бердника пересмотрели, и Верховный Совет СССР вынес решение о помиловании. Писатель вернулся в село Гребени под Киевом, где жила его супруга, и снова активно включился в литературную деятельность. В 1985 году его опять приняли в Союз писателей Украины:21.
Одним из первых публичных выступлений Бердника после амнистии стало выступление на проходившей в марте 1988 года в Киеве Первой Всесоюзной конференции Клубов любителей фантастики.
В 1987 году Бердник создал общественную организацию «Ноосферный фронт „Звёздный ключ”», работавшую при Республиканском планетарии.
В 1988 году опубликован роман «Огнесмех», написанный Олесем Бердником в тюрьме. В 1989 году вышли романы «Огненный всадник» и «Чаша Амриты»:4—5. Далее выходят книги «Лабиринт Минотавра» (1990), «Тьма костра не разжигает» (1993, часть первая ненаписанной трилогии «Вечное Начало»), «Камертон Дажбога» (1996, первая часть фактически представляет собой роман «Звёздный корсар»), «Тайна Христа» (1996), «Песнь Надземная» (1996) и др.

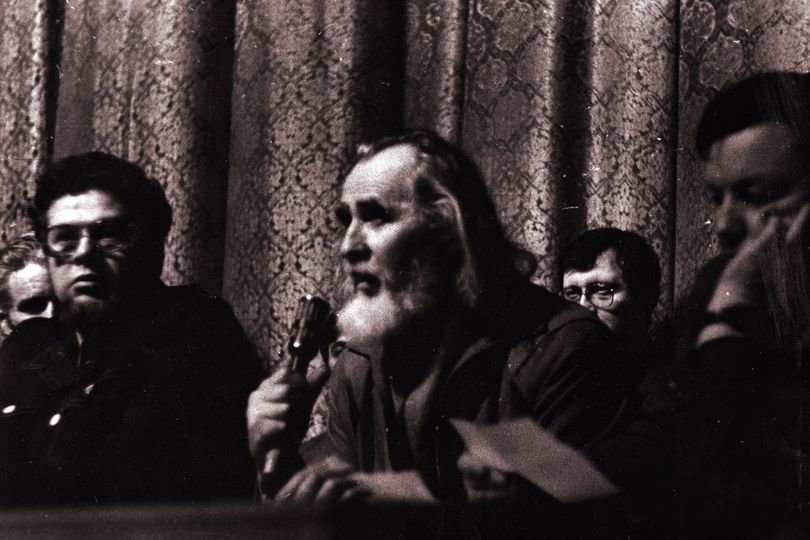
Выступление Олеся Бердника на Всесоюзной конференции клубов любителей фантастики, март 1988, Киев

В 1989 году Бердником создана общественная организация «Украинская Духовная Республика» в целях реализации созданной им идеи Духовных Наций. Писатель издаёт газеты «Свята Україна», «Згода»:21.
Бердник — создатель 20 персональных художественных выставок, автор песен, написанных на собственные стихи. К другим увлечениям писателя относятся путешествия пешком, во время которых он прошёл все горные массивы бывшего СССР: Алтай, Памир, Кавказ, Карпаты, Тянь-Шань и др.; кроме того, путешествовал по Индии и Тибету.
В конце жизни выступал с философскими произведениями, продолжающими традиции В. И. Вернадского. С 1990 по 1996 год занимался активной общественной деятельностью. Выдвигал свою кандидатуру на Президентских выборах 1991 года на Украине, получил последнее место из 20 кандидатов.
1 декабря 1996 года Бердник побывал на последней публичной встрече с читателями на юбилейном вечере в киевском «Украинском доме». В марте 1997 года писатель перенёс третий инсульт, в результате которого лишился речи, был наполовину парализован и до самой кончины прикован к постели. Литературной и общественной деятельностью уже не занимался.
Являлся почётным президентом конвента «Киевкона», на котором посмертно в 2003 году был отмечен призом «Чаша Вечности» — за выдающиеся заслуги перед фантастикой, за вклад в развитие жанра, за гуманные идеи и исторический оптимизм.
Олесь Бердник скончался 18 марта 2003 года. Похоронен писатель, согласно завещанию, во дворе собственного дома под калиной, которую посадил ещё в начале 1970-х годов.

## Семья
Первая жена — Людмила Федосеевна (Блашкова) Бердник, автор детской книги «Казка про Правдосвита» (1966). Вторая жена — Валентина Сергеевна (Сокоринская) Бердник, художник-график в издательстве «Наукова думка». Дочь от первого брака — Мирослава Александровна Бердник (род. в 1958 году). Вторая дочь — Громовица Александровна Бердник (род. в 1973 году), журналистка. Сын — Радан (Роман) Александрович Бердник (род. в 1985 году). Дочь Громовица была так названа по имени героини романа Бердника «Звёздный корсар», а сын Радан — по имени героя романа «Огнесмех».
Старшая сестра Бердника — Ольга Павловна Бердник, геолог, более 10 лет проработавшая на Крайнем Севере.

## Особенности творчества
Стиль, в котором работал Бердник, Громовица Бердник называет «футурологическим романтизмом», а литературовед Светлана Олейник относит произведения Бердника к неоромантическому стилю, при этом она руководствуется таким критерием, как способ преодоления разрыва между идеалом и действительностью: благодаря сильной воле человека желаемое становится действительностью. Источником художественного конфликта фантастических произведений Бердника является идеал — например, в романе «Звёздный корсар» конфликт основан на идеале свободы человека:9. Новое романтическое мироощущение в произведениях Бердника базируется на крепкой связке характерных для романтизма внимания к человеческой духовности и иррационального с научными данными:13. Олесь Бердник соединяет особенности романтической литературы, которой присущи мечтательная элегичность и мрачная бурность, и особенности фантастической литературы с её суховатой рассудительностью; эти черты он сочетает со старинными жанрами легенды и сказки, в результате образуется синтез, несхожий с его ингредиентами.
Для творчества Бердника характерно очень тесное соединение рациональной фантастики и фэнтези. Элементы фэнтези — неотъемлемая составляющая произведений писателя, особенность его стиля. Обращение к глубинам подсознания, донаучного синкретического мышления, присущее фэнтези, придаёт рационально-фантастическим (в частности, научно-фантастическим) произведениям полнокровность. Установка на восприятие волшебного как полноправного компонента действительности, характерная для фэнтези, создаёт ощущение истинности, неподдельности концепции мира, представленной в том числе в романах «Дети Беспредельности», «Звёздный корсар», «Огнесмех»:9—11.
Бердник — одновременно поэт и философ. Наряду с использованием многих штампов научной фантастики того времени книги писателя насыщены немалым количеством очень интересных идей. Философские идеи нередко становятся, условно говоря, главным героем произведений писателя:13. В каждом произведении Бердника присутствует символическая глубина. К главным проблемам, интересовавшим писателя, относятся проблема развития человека:13, соотношение тела и духа, человек в развивающемся мире, значение человека во Вселенной, космос человеческой сущности. Большую роль в произведениях играют лирические, философские раздумья о смысле человеческой жизни, дружбе, порядочности, неповторимости Вселенной и величии поиска новых знаний:9—10. В то же время книги Бердника оптимистичны, что нередко удивляет читателей, знакомящихся с его биографией: возникает впечатление, что автором таких книг может быть лишь человек, проживший радостную, счастливую и гармоничную жизнь.
Романы Бердника демонстрируют разные грани его таланта, но уже в ранних произведениях присутствует общая идея: предназначение Человека. Герои Бердника — по сути проекция Абсолютного Идеального Человека, и здесь очевидна связь с оптимизмом писателя. В романах Бердника за духовной трансформацией отдельного человека следует духовная трансформация всего человечества, планеты, Вселенной в целом. В творчестве Бердника человек является существом космическим, живой моделью Вселенной — это основной лейтмотив научно-фантастических и футурологических произведений писателя. В своих произведениях — и это характерно для текстов с романтической поэтикой — Бердник изображает героя-мечтателя, борца-пионера, стремящегося к недостижимой Истине, прекрасного и бескомпромиссного. На первый план выходят проблемы морального характера: герой постоянно оказывается на распутье и должен совершать выбор:14. 
Интертекст фантастической прозы Бердника включает на композиционном и образном уровне связи с мифологией:13; особенно активно Бердник использует древнеиндийские, античные и славянские мифы, в его текстах легко можно отыскать библейские элементы:17. В основе произведений писателя — мифологическое мировоззрение, предопределяющее формы, структуру, элементы и семантику текстов. Например, персонажи могут напоминать мифических существ, наделённых необычайными способностями (фиолетовые шары в повести «Сердце Вселенной»). Обращаясь к традиционному мифу, фантастика строит собственный мир на основе дихотомии между пространством жизни и пространством смерти. Во всех произведениях Бердника присутствует лейтмотив покорения жизнью смерти. Писатель отрицает существование смерти (например, в романе «Огнесмех» гуру Ли встречает смерть с уверенностью, что его жизнь продолжится на ином уровне):13.
Чтобы углубить, расширить содержание произведений, Бердник обращается к научным источникам. Благодаря интертекстуальности осуществляется интеллектуализация его текстов. В частности, в романах «Дети Беспредельности», «Звёздный корсар» присутствуют интертекстуальные связи с научными концепциями происхождения Вселенной:13.
В текстах Бердника обнаружены аллюзии на исторические события. Так, в романе «Звёздный корсар» Ара является моделью СССР, а образ Звёздного Корсара можно рассматривать в ключе диссидентской деятельности во времена застоя (Ара остановилась в развитии). В романе «Дети Беспредельности» присутствуют упоминания мировых войн, терзавших планету. О-рио посещают видения о великанах духа, погибших во имя свободы человека (Джордано Бруно, образ которого — сквозной в произведениях писателя; Пифагор и другие):13. В романе «Огнесмех» присутствует аллюзия на восстание «красных кхмеров»:17.
В условиях господства в СССР государственной идеологии и преобладания в литературе направления соцреализма Бердник стремился выразить собственные взгляды на существующие во всех сферах жизни реалии средствами фантастики: в романе-предупреждении «Звёздный корсар» — экстраполяция атмосферы тоталитаризма, царившей в советском обществе, на выдуманный мир Ару; в рассказе-антиутопии «Две бездны» — намёк на холодную войну в изображении постапокалиптических предчувствий героев-беглецов:14.
Важной особенностью произведений Бердника являются литературные реминисценции и аллюзии, например поданные в форме отрицания идей коллег-фантастов. Светлана Олейник высказывает предположение, что Бердник дискутировал со Станиславом Лемом на тему контакта с внеземными цивилизациями, который у Лема рассматривается как враждебный или абсолютно невозможный по причине различий в мышлении. Бердник в каждом произведении, где затрагивается эта проблема («Сердце Вселенной», «Дети Беспредельности», «Звёздный корсар», «Чаша Амриты»), подчёркивал возможность, даже необходимость такого контакта:13—14.
В произведениях Бердника присутствует мало бытовых реалий, эпизодов, связанных с будничной жизнью персонажей. Это не означает отсутствия психологизма, описаний действительности, но они не являются самоцелью. Писатель делает акцент на существовании сверхидеи, высшей цели, на которую работает весь описательный антураж. Присутствующие в его произведениях описания космических кораблей, зарисовки из жизни обитателей других планет (например, сооружения инопланетян в кольце Сатурна в повести «Сердце Вселенной») используются, чтобы наглядно воплотить собой идеи, и появляются в случаях, когда читатель не может сам представить себе детали (нефантастические детали изображены редуцированно):12.
Романы Бердника написаны поэтичным языком, для произведений писателя характерен лиризм. Бердник активно использует в своих прозаических текстах стихотворения, песни, фольклорные произведения:9 (использование стихотворений в прозаическом тексте у Бердника идёт от древнеукраинской книжной традиции). Например, в романе «Огнесмех» каждая глава начинается стихотворением, к тому же герои произносят стихи, порой даже поют (дед Смеян). Герои даже о тех или иных будничных явлениях говорят приподнято, эмоционально:9.

### Периодизация
Первые произведения писателя публикуются в 1950—1960-е годы, когда литературное направление космической фантастики было очень актуально, и Бердник — едва ли не самый плодовитый из украинских писателей, творивших в этом направлении. Однако рассудительную логику научной фантастики Бердник сочетал с мечтательностью романтической литературы и с особенностями старинного жанра легенды.
Первый период творчества Бердника кончается написанием и изданием романа «Дети Беспредельности» (1964) — своеобразного итога этого периода и его вершины.  В отличие от более ранних романов писателя (например, «Пути титанов», «Стрела времени»), «Дети Беспредельности» — уже не НФ, а «роман-феерия» (по формулировке автора), что может означать сочетание признаков литературной фантастики и старинной сказки.
Второй период творчества — от «Детей Беспредельности» до «Звёздного корсара» — характеризуется сочетанием жанров и универсальным восприятием вещей. В этот период творчество Бердника в значительной мере основывается на мире сказки, мифа, легенды. Персонажи его романов — это исторические личности (Пифагор, Гипатия) и герои старинных преданий, нередко в романах упоминаются волшебные предметы, получающие научно-фантастическое объяснение, а «путь в Шамбалу» совершают наши современники. Бердник прибегает к жанрам романа-фэнтези, философского романа-притчи, обращается к славянской мифологии, жанру литературной сказки.
В 1970-е годы наступил новый период творчества Бердника: публицистические эссе, футурологические прогнозы развития общества, поэзия (стихотворения, драматические произведения, поэмы). В дальнейшем, после пребывания в лагерях и тюрьме и после амнистии, писатель возвращается к художественной прозе; вопреки всему, его творчество продолжает быть оптимистичным, Бердник по-прежнему видит человека в перспективе гармонии и преображения. Так, книгой оптимизма, своеобразной энциклопедией радости является роман «Огнесмех», полный философичности, размышлений о перспективах человечества; в этом романе присутствует мотив развития естественного человека, эволюционирующего, не отдаляясь от природного начала:67. В этот период Бердник пишет эзотерический дневник «Песнь Надземная»; автобиографический роман «Тайна Христа»; роман «Камертон Дажбога», представляющий собой продолжение «Звёздного корсара», и др.

## Награды и звания
В 2002 году Берднику была присуждена специальная премия от Харьковского института чудаков «Философский камень» — одна из главных наград фестиваля фантастики «Звёздный мост»:5, врученная дочери писателя Громовице Бердник.
В том же году писателю был присуждён гран-при Николаевского фестиваля фантастики «Планета 8141 Nikolaev» в номинации «Пророк в Отечестве»:5. Эта премия также была вручена Громовице Бердник.
В 2003 году писатель посмертно получил приз «Чаша Вечности» на конвенте «Киевкон» за выдающиеся заслуги перед фантастикой, за вклад в развитие жанра, за гуманные идеи и исторический оптимизм.
В 2006 году посмертно получил орден «За мужество» I степени как участник Украинской Хельсинкской группы и один из её основателей.

## Наследие и память
Для популяризации наследия Олеся Бердника немало сделала дочь писателя Громовица. В частности, она была редактором первого собрания сочинений Бердника, начавшего публиковаться в 2004 году издательским домом «Афон» и издательством «Триада-А» (Киев). 8-томное собрание сочинений писателя — книжная серия «Вселенная Олеся Бердника» («Всесвіт Олеся Бердника») — включило в себя лучшие научно-фантастические романы и повести писателя, эссе, футурологические произведения, малоизвестные рассказы и поэмы.
В городе Ржищев в комплексе зелёного туризма поставлен памятник Олесю Берднику. В Житомирской области проходят всеукраинские конференции «Всесвіт Олеся Бердника», в которых участвуют научные работники, писатели, представители власти и др. Почти ежегодно организуются юбилейные вечера, посвящённые Берднику, и другие организационные мероприятия.

## Оценки

### Положительные
В предисловии к изданию «Звёздного корсара» 2005 года Геннадий Прашкевич отметил:
Наверное, справедливо относиться к книгам Олеся Бердника прежде всего как к книгам крупного и необычного мыслителя.
Кандидат филологических наук Александр Кихно писал:
В культурах, чей золотой век духовности остался в прошлом, но которые сохранили ещё частично духовную и интеллектуальную национальную элиту, автора такого уровня, как Олесь Бердник, переиздавали бы каждый год стотысячными тиражами и создавали бы общества и институты по изучению если не духовного, то творческого наследия. <…> Украина, разумеется, утратила свою и духовную, и, главным образом, интеллектуальную элиту в XX веке, поэтому Олесь Бердник остаётся пока что за рамками восприятия современного украинства. <…> Имя, которое сделало бы честь любой крупной, европейской литературе, отсутствует даже в школьных хрестоматиях, ныне заполненных сотнями имён даже тех, кто едва умел держать в руках перо литератора.

### Негативные
Один из «миров воображаемого будущего», куда попадает главный герой фантастической повести «Понедельник начинается в субботу» Саша Привалов, — мир романа Олеся Бердника «Пути титанов», который Стругацкие описывают с нескрываемой иронией.
Дмитрий Биленкин в очерке «Фантастика и подделка» раскритиковал Бердника за патетично-выспренний и в то же время «уныло-трафаретный» литературный стиль, красивость и пустословие, консервативность идеалов, оглупление врагов, бедность и примитивность сюжетов, литературную беспомощность.

## Основные произведения

### Романы
- Пути титанов / Шляхи титанів (1959)
- Стрела времени / Стріла часу (1960)
- Кто ты? / Хто ти? (1963)
- Дети Беспредельности / Діти Безмежжя (1964)
- Подвиг Вайвасваты / Подвиг Вайвасвати (1967)
- Чаша Амриты / Чаша Амріти (1968)
- Звёздный корсар / Зоряний корсар (1971)
- Лабиринт Минотавра / Лабіринт Мінотавра (1972)
- Огнесмех / Вогнесміх (1988)
- Тьма костёр не разжигает… / Пітьма вогнища не розпалює… (1993)
- Камертон Дажбога / Камертон Дажбога (1996)

### Повести
- Вне времени и пространства / Поза часом і простором (1957)
- Законсервированная планета / Законсервована планета (1957)
- Человек без сердца / Людина без серця (1957, в соавторстве с Ю. Бедзиком)
- За волшебным цветком / За чарівною квіткою (1958)
- Призрак идёт по Земле / Привид іде по Землі (1959)
- Сердце Вселенной / Серце Всесвіту (1961)
- Катастрофа / Катастрофа (1962)
- Путешествие в антимир / Подорож в антисвіт (1962)
- Сыны Световида / Сини Світовида (1962)
- Радостью перейдём бездны / Радістю перейдемо безодні (1964)
- Огненный всадник / Вогняний вершник (1967)
- Мать / Мати (1967)
- Разбиваю громы / Розбиваю громи (1967)
- Дикое поле / Дике поле (1968)
- Покрывало Изиды / Покривало Ізіди (1968)
- Кто отважится — огненным наречётся / Хто зважиться — вогняним наречеться (1969)
- На огне святом сожжём разлуку / На вогні святому спалимо розлуку (1990)

### Рассказы
- Поединок на астероиде / Поєдинок на астероїді (1957)
- Психологический двойник / Психологічний двійник (1957)
- 10 минут в будущем / 10 хвилин у майбутньому (1959)
- Марсианские зайцы / Марсіанські «зайці» (1960)
- Встречи над пропастью / Зустрічі над прірвою (1963)
- Подвиг в пространстве / Подвиг у просторі (1964)
- Любимая из будущего / Кохана з майбутнього (1965)
- Последняя битва / Остання битва (1965)
- Потопленные годы / Потоплені роки (1965)
- Хор элементов / Хор елементів (1965)
- Две бездны / Дві безодні (1967)
- Космическая сказка / Космічна казка (1970)
- Созвездие Зелёных Рыб / Сузір’я Зелених Риб (1975)

### Фильмография
- Мечте навстречу (СССР, 1963) — автор сценария, по повести «Сердце Вселенной»